# 뱅 (프로게이머)
뱅(본명: 배준식, 1996년 5월 18일~)은 대한민국의 전직 리그 오브 레전드 프로게이머이다. 현역 시절 포지션은 AD 캐리였다. 아이디는 Bang을 사용하고 있다.

## 선수 경력
2012년 9월, 나진 화이트 실드에 입단하면서 프로 커리어를 시작했다.
2013년 6월, 제닉스 블라스트에 입단했다.
2014 시즌을 앞두고 SK텔레콤 T1 S에 입단했다. 2014 서머 시즌 4강전 KT 애로우와의 경기에서 데뷔 후 첫 펜타킬을 기록했다.
2015 시즌을 앞두고 LCK 형제팀이 하나로 합쳐지는 과정에서 SK텔레콤 T1 통합팀으로 합류했다. 뱅은 SK텔레콤의 주전 원딜러로 활동하면서 팀의 스프링과 서머 시즌 우승에 기여했다. 2015 시즌 롤드컵에 출전했다. 2015 롤드컵에서는 좋은 모습을 보여주면서 SK텔레콤의 롤드컵 우승에 기여했다.
2016 스프링 시즌에서는 팀의 에이스로 활약하면서 흔들리는 팀을 잡아서 우승을 달성하는데 기여했다. 스프링 시즌 우승으로 참가한 MSI에서도 좋은 모습을 보여주면서 팀의 우승에 기여했다. 2016 서머 시즌에서는 포스트시즌에 진출했지만 플레이오프에서 탈락했다. 2016 롤드컵에서는 여러 강한 원딜을 상대로 승리하면서 팀의 우승에 기여했다.
2017 스프링 시즌에서 팀의 우승에 기여했다. 스프링 우승으로 참가한 MSI에서도 팀이 우승하면서 2번째 우승을 달성했다. 하지만 서머 시즌 들어서는 폼이 떨어지는 모습을 보여주기도 했다. 2017 롤드컵에서는 조별리그에서 좋은 모습을 보여주었으나 8강전부터는 좋지 않은 모습을 보여주었다. 특히 결승전에서는 최악의 모습을 보여주면서 준우승에 그쳤다.
2018 스프링 시즌 좋은 모습을 보여주면서 팀의 에이스로 활약했다. 하지만 팀은 플레이오프에서 탈락했다. 서머 시즌에서도 좋은 모습을 보여주었다.
2019 시즌을 앞둔 스토브 리그 기간 동안 북미의 100 씨브즈로 이적했다. 100 씨브즈에서는 좋지 못한 모습을 보여주었다.
2020 시즌을 앞두고 이블 지니어스에 입단했다. 스프링 시즌에는 좋은 모습을 보여주었다. 스프링 시즌 종료 이후 북미 리그 세컨드 팀에 선정되었다. 하지만 서머 시즌에서는 부진한 폼을 보여주었다.
2021 시즌을 앞두고 아프리카 프릭스에 입단하였다. 2021 스프링 시즌에서는 처참한 모습을 보여주면서 아프리카의 부진에 일조하는 모습을 보여주었다. 2021 서머 시즌에는 레오에게 주전을 내어주면서 서브 선수로 활동하였다. 이후 2021년 11월 16일, 아프리카와의 계약이 종료되었다.
2021년 12월 6일, 현역 은퇴를 선언했다.

## 소속팀

2015 월드 챔피언십 대회 중 사진.

| # | 팀명             | 소속 기간               | 소속 리그 | 비고 |
| - | ---------------- | ----------------------- | --------- | ---- |
| 1 | 나진 화이트 실드 | 2012.09.18 ~ 2013.02.06 | LCK       |      |
| 2 | 제닉스 블라스트  | 2013.06.03 ~ 2013.10.11 | LCK       |      |
| 3 | SK텔레콤 T1 S    | 2013.10.12 ~ 2018.11.20 | LCK       |      |
| 4 | 100 씨브즈       | 2018.11.23 ~ 2019.11.23 | LCS       |      |
| 5 | 이블 지니어스    | 2019.11.23 ~ 2020.11.14 | LCS       |      |
| 6 | 아프리카 프릭스  | 2020.11.30 ~ 2021.11.16 | LCK       |      |

## 수상 내역

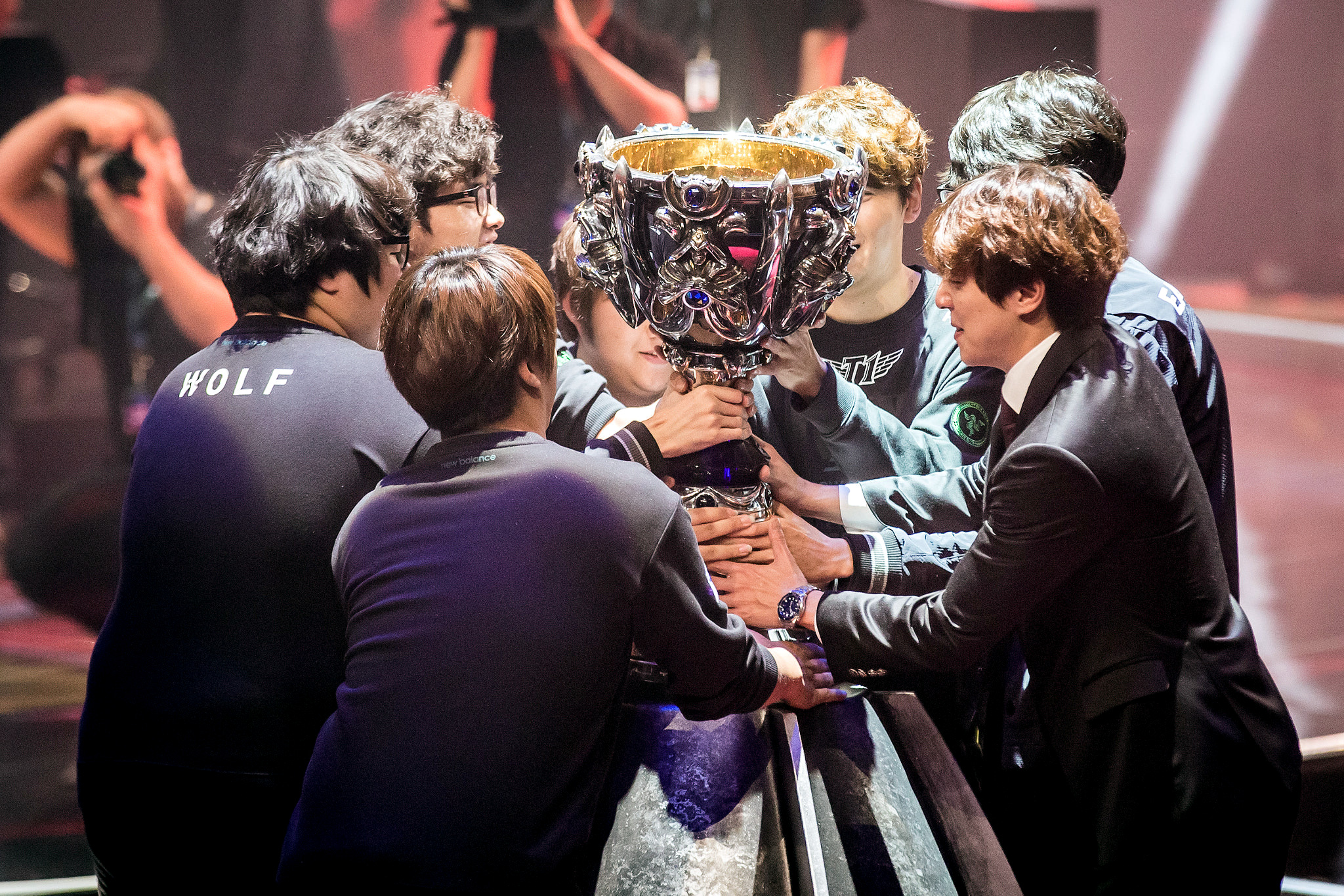
2015 월드 챔피언십 우승 사진.

### T1

#### 2014년
- SK텔레콤 LTE-A LoL 마스터즈 2014 준우승

#### 2015년
- 스베누 리그 오브 레전드 챔피언스 코리아 스프링 2015 우승
- 리그 오브 레전드 미드 시즌 인비테이셔널 2015 준우승
- 스베누 리그 오브 레전드 챔피언스 코리아 서머 2015 우승
- 리그 오브 레전드 월드 챔피언십 2015 우승
- 2015 대한민국 e스포츠 대상 원딜 부문 인기상

#### 2016년
- IEM 시즌 10 월드 챔피언십 우승
- 롯데 꼬깔콘 리그 오브 레전드 챔피언스 코리아 스프링 2016 우승
- 리그 오브 레전드 미드 시즌 인비테이셔널 2016 우승
- 리그 오브 레전드 월드 챔피언십 2016 우승
- 2016 대한민국 e스포츠 대상 원딜 부문 인기상

#### 2017년
- 리그 오브 레전드 챔피언스 코리아 스프링 2017 우승
- 리그 오브 레전드 미드 시즌 인비테이셔널 2017 우승
- 리프트 라이벌즈 2017 준우승
- 리그 오브 레전드 챔피언스 코리아 서머 2017 준우승
- 리그 오브 레전드 월드 챔피언십 2017 준우승

#### 2018년
- 리프트 라이벌즈 2018 준우승
- 리그 오브 레전드 올스타전 2018 우승
- e스포츠 명예의 전당 히어로즈

#### 2019년
- 리그 오브 레전드 올스타전 2019 준우승

##### 2023년
- e-스포츠 명예의 전당 아너스